# ۳۰۰ (قمری)
۳۰۰ (قمری)، سیصدمین سال در گاهشماری هجری قمری است. اول محرم این سال برابر با بیست و سوم اوت سال ۹۱۲ میلادی است.

## وابسته
- ابن خردادبه